# Trùng cỏ

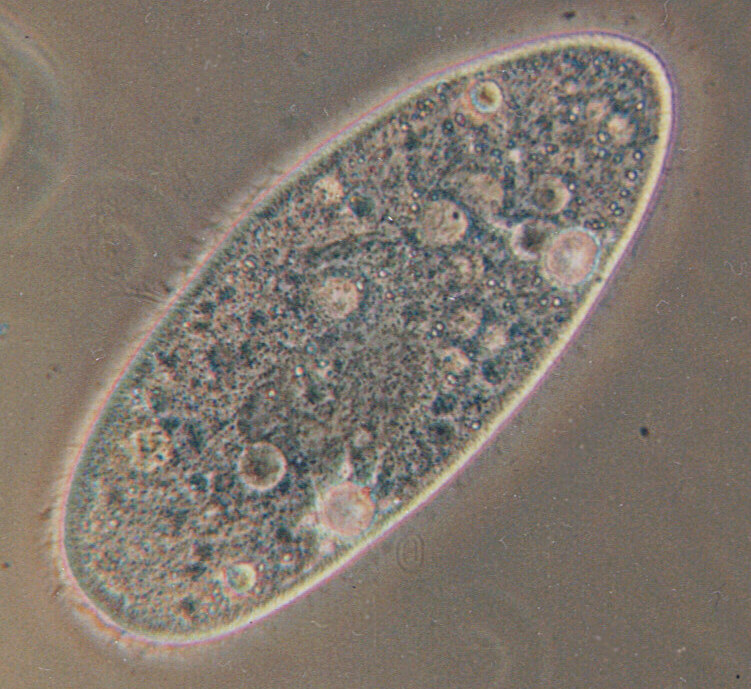
Trùng đế giày

Trùng cỏ (Danh pháp khoa học: Infusoria) là tên gọi chỉ chung về những sinh vật nguyên sinh hiện diện ở hầu hết các vực nước như ao, hồ, sông và biển. Loài đặc thù của sinh vật này chính là Trùng đế giày, cũng có tên gọi là trùng cỏ hoặc thảo trùng.

## Đặc điểm
Các loại trùng cỏ có kích thước rất nhỏ, chúng có kích thước nhỏ nhất (khoảng dưới 200 micro mét) so với các loại khác như artemia và trùng giấm. Là thức ăn quan trọng cho cá bột mới nở trong tự nhiên, là thức ăn thích hợp nhất đối với những loại cá bột có kích thước nhỏ. Trong ngành chăn nuôi thủy sản hải sản, người ta thường phân lập và nhân giống đại trà một số loại trùng cỏ như trùng bánh xe (rotifer) và trùng đế giày (paramecium) là các loài thuộc về một nhóm trùng cỏ quan trọng gọi là mao trùng hay trùng lông (ciliates).
Ngoài tự nhiên, trùng cỏ hiện diện và tập trung nhiều ở ven bờ ao hồ, kênh rạch, cống rãnh và ruộng lúa, chúng thâm nhập vào cả các hòn non bộ và chậu cảnh qua nguồn thực vật thủy sinh hay thức ăn mang vào đó. Thức ăn của chúng là vi khuẩn, vi tảo và các loại mùn bã hữu cơ lơ lửng trong nước. Trùng cỏ thường hiện diện trên bề mặt thực vật thủy sinh, khi thực vật bị phân hủy bởi vi khuẩn (hiện tượng thối rữa), lượng vi khuẩn sẽ bùng phát và là nguồn thức ăn dồi dào cho trùng cỏ. Trùng cỏ sinh sôi nhiều và đến lượt chúng trở thành nguồn thức ăn cho cá bột mới nở.